# ヘスス・ピネド
ヘスス・ピネド（Jesús Pinedo、1996年6月22日 - ）は、ペルーの男性総合格闘家。カヤオ出身。ピットブル・マーシャルアーツ・センター所属。PFLフェザー級トーナメント2023王者。

## 来歴
幼少期から柔道や空手等の様々な格闘技を経験した。また、少年時代に喧嘩に巻き込まれ、父親によって予備軍の寄宿学校に入れられた。2013年、17歳でプロ総合格闘技デビュー。

### UFC
2018年11月17日、UFC初参戦となったUFC Fight Night: Magny vs. Ponzinibbioでデビン・パウエルと対戦し、3-0の判定勝ち。
2019年3月23日、UFC Fight Night: Thompson vs. Pettisでジョン・マクデッシと対戦し、0-3の判定負け。

### PFL
2023年4月1日、PFL初参戦となったPFL 1でガブリエル・ブラガと対戦し、1-2の判定負け。
2023年6月8日、PFL 4で前年のフェザー級トーナメント優勝者ブレンダン・ラウネーンと対戦。試合前は圧倒的不利と目されていたが、左膝蹴りでダウンを奪いパウンドで下馬評を覆す1RKO勝ちを収め、合計6ポイントでプレーオフ進出を果たした。
2023年8月4日、PFL 7のフェザー級トーナメント準決勝でババ・ジェンキンスと対戦し、スタンドパンチ連打で2RTKO勝ち。11月24日、PFL 10のフェザー級トーナメント決勝でガブリエル・ブラガと再戦し、スタンドパンチ連打で3RTKO勝ちを収め優勝を果たし、優勝賞金100万ドル（約1億5000万円）を獲得した。

## 戦績
| 総合格闘技 戦績 | 総合格闘技 戦績 | 総合格闘技 戦績 | 総合格闘技 戦績 | 総合格闘技 戦績 | 総合格闘技 戦績 | 総合格闘技 戦績 |
| --------------- | --------------- | --------------- | --------------- | --------------- | --------------- | --------------- |
| 33 試合         | (T)KO           | 一本            | 判定            | その他          | 引き分け        | 無効試合        |
| 25 勝           | 16              | 4               | 5               | 0               | 1               | 0               |
| 7 敗            | 2               | 1               | 4               | 0               | 1               | 0               |

| 勝敗 | 対戦相手                   | 試合結果                                 | 大会名                                                               | 開催年月日     |
| ×    | モフリド・ハイブラエフ     | 5R 1:16 肩固め                           | PFL 2025 World Tournament 【2025年PFLフェザー級トーナメント決勝】    | 2025年8月2日   |
| ○    | ガブリエル・ブラガ         | 1R 1:16 TKO（右フック→左フック→パウンド) | PFL 2025 World Tournament 【2025年PFLフェザー級トーナメント準決勝】  | 2025年6月12日  |
| ○    | アダム・ボリッチ           | 1R 3:43 TKO（パンチ）                    | PFL 2025 World Tournament 【2025年PFLフェザー級トーナメント1回戦】   | 2025年4月3日   |
| ○    | ガブリエル・ブラガ         | 3R 0:58 TKO（スタンドパンチ連打）        | PFL 10 【2023年PFLフェザー級トーナメント決勝】                       | 2023年11月24日 |
| ○    | ババ・ジェンキンス         | 2R 4:40 TKO（スタンドパンチ連打）        | PFL 7 【2023年PFLフェザー級トーナメント準決勝】                      | 2023年8月4日   |
| ○    | ブレンダン・ラウネーン     | 1R 1:34 KO（左膝蹴り→パウンド）          | PFL 4 【2023年PFLフェザー級トーナメント・レギュラーシーズン2回戦】   | 2023年6月8日   |
| ×    | ガブリエル・ブラガ         | 5分3R終了 判定1-2                        | PFL 1 【2023年PFLウェルター級トーナメント・レギュラーシーズン1回戦】 | 2023年4月1日   |
| ○    | へニソン・リマ             | 1R 4:05 TKO（パンチ連打）                | Inka FC 33                                                           | 2022年7月10日  |
| ○    | エリカルド・シウバ         | 1R 1:15 KO（左ストレート→パウンド）      | Arena Global 10                                                      | 2021年2月12日  |
| ○    | カイオ・タバレス           | 1R 2:27 TKO（パウンド）                  | Inka FC 33                                                           | 2020年2月26日  |
| ○    | ホセ・ルイス・アレグレ     | 2R 2:37 TKO（右ストレート→パウンド）     | Iquitos Combat Championship 6                                        | 2019年10月19日 |
| ×    | ジョン・マクデッシ         | 5分3R終了 判定0-3                        | UFC Fight Night: Thompson vs. Pettis                                 | 2019年3月23日  |
| ○    | デビン・パウエル           | 5分3R終了 判定3-0                        | UFC Fight Night: Magny vs. Ponzinibbio                               | 2018年11月17日 |
| ○    | カルロス・アレッシャンドリ | 2R 3:13 TKO（パウンド）                  | 300 Sparta 26 【300Sフェザー級タイトルマッチ】                       | 2018年6月15日  |
| ○    | ホアキム・ネト             | 1R 2:25 ギロチンチョーク                 | Inka FC 27 【IFCフェザー級タイトルマッチ】                           | 2018年2月18日  |
| ○    | ジェファーソン・アングロ   | 1R 2:46 三角絞め                         | EMMA 11                                                              | 2017年7月1日   |
| ○    | アロンソ・ヴェロナ         | 3R 2:18 三角絞め                         | Redemption Fighters 3                                                | 2017年3月22日  |
| ○    | ギリェルメ・カデナ         | 1R 3:04 TKO（パウンド）                  | 300 Sparta 12                                                        | 2016年8月31日  |
| ○    | マルセリノ・カバウカンチ   | 1R 3:17 TKO（パウンド）                  | 300 Sparta 11                                                        | 2016年6月30日  |
| ×    | アロンソ・ヴェロナ         | 1R 0:09 KO（右フック→パウンド）          | Inka FC: Warriors 5 【IFCフェザー級タイトルマッチ】                  | 2015年12月16日 |
| ○    | フェルナンド・ペレス       | 5分3R終了 判定3-0                        | Arena Tour 7                                                         | 2015年9月19日  |
| ○    | シセロ・コウチーニョ       | 1R 1:37 TKO（パウンド）                  | Inka FC: Warriors 4                                                  | 2015年7月17日  |
| ○    | ホナタン・オルテガ         | 1R TKO（右フック→パウンド）              | Arena Tour 6                                                         | 2015年6月26日  |
| ○    | シドニー・グスマン         | 1R 3:47 腕ひしぎ十字固め                 | Peru FC 19                                                           | 2014年12月3日  |
| ○    | ジャック・グスマン         | 1R 2:18 TKO（左ストレート→パウンド）     | Inka FC: Warriors 2                                                  | 2014年10月25日 |
| △    | ホセ・サラウス             | 5分3R終了 判定ドロー                     | Peru FC 18                                                           | 2014年9月17日  |
| ×    | ハビエル・オヤルサバル     | 2R TKO（パンチ連打）                     | Arena Tour 3                                                         | 2014年8月15日  |
| ×    | フンベルト・バンデナイ     | 5分3R終了 判定1-2                        | Inka FC 26                                                           | 2014年5月24日  |
| ○    | ホルヘ・エンシーソ         | 5分3R終了 判定3-0                        | Inka FC 25                                                           | 2014年4月16日  |
| ○    | マルロン・ゴンザレス       | 5分3R終了 判定3-0                        | 300 Sparta 5                                                         | 2014年2月4日   |
| ×    | ホセ・マヌエル・ゲバラ     | 5分3R終了 判定0-3                        | 300 Sparta 4                                                         | 2013年10月10日 |
| ○    | ミゲル・モラレス           | 5分3R終了 判定3-0                        | 300 Sparta 3                                                         | 2013年9月16日  |
| ○    | ルイージ・ダペジョ         | 1R 2:23 TKO（スタンドパンチ連打）        | 300 Sparta 2                                                         | 2013年7月17日  |

## 獲得タイトル
- PFLフェザー級トーナメント優勝（2023年）
- 300Sフェザー級王座（2018年）
- IFCフェザー級王座（2018年）